# Дойсутхеп
Дойсутхеп (тай. ดอยสุเทพ) — гора в околицях міста Чіангмай.
Висота над рівнем моря — 1601 м. Геологічно складена гранітом. Дойсутхеп є частиною хребта Лойлар. Разом з сусідньою вершиною Дойпуй (1685 м) є частиною національного парку Дойсутхеп-Дойпуй.
На вершині Дойсутхепа, розташованій в 15 км від центру Чіангмая, в 1383 році був побудований Ват Прахат Дій Сутхеп. Це місце є священним для багатьох тайців. За легендою саме тут помер білий слон, після чого почалося будівництво вату.

## Ресурси Інтернету
- Гора на Summitpost.org [Архівовано 11 вересня 2015 у Wayback Machine.]